# Электронная температура
Электронная температура — это физическая величина, описывающая среднюю энергию случайного движения электронов зоны проводимости в кристаллических полупроводниках, подверженных воздействию электрического поля. Это состояние возникает, когда частота столкновений между электронами значительно превышает частоту их взаимодействий с фононами кристаллической решетки. В таких условиях в подсистеме электронов проводимости устанавливается частичное равновесие, которое описывается распределением, близким к распределению Максвелла с температурой Te, определяемой из уравнения
{\displaystyle \langle \varepsilon \rangle =3kT_{e}/2\,,}
где k — постоянная Больцмана. Для анизотропных функций распределений вводят продольную и поперечную электронные температуры.
Электронная температура характеризует неравновесное состояние, в котором электронная подсистема, получая энергию от электрического поля, не успевает достичь статистического равновесия с фононами при температуре решетки Tp≪Te. Разница между Te и Tp пропорциональна подвижности электронов проводимости, времени релаксации энергии 𝜏e и квадрату напряжённости электрического поля. В условиях значительно ниже температуры Дебая, электроны проводимости рассеивают энергию в основном на длинноволновых фононах, что может привести к значительной разнице в средней энергии электронов и фононов.

## Плазма
Понятие электронной температуры не применимо, если частота столкновений между электронами меньше, чем частота их взаимодействий с решёткой. Также понятие электронной температуры применяется для описания плазмы, где различие между электронной и ионной температурами возможно из-за медленного обмена энергией между электронами и ионами из-за значительной разницы в массах. Аналогично, в магнетиках вводится понятие спиновой температуры, где аналогом электрон-электронных взаимодействий являются спин-спиновые взаимодействия.
Электронная температура в плазме зависит от функции распределения fе электронов по скоростям (v) или энергии, координатам (r) и времени (t). она определяется интегральным соотношением
{\displaystyle kT_{e}({\textbf {r}},t)={\frac {m_{e}}{3n_{e}}}\int ({\textbf {v}}-{\textbf {u}}_{e})^{2}f_{e}({\textbf {r}},{\textbf {v}},t)d{\textbf {v}}\,,}
где uе — средняя скорость дрейфа электронов. Если частота столкновений между электронами vее, перераспределяющих энергию между ними, велика по сравнению с обратным временем τеi-1, характеризующим рассеяние энергии электронов на атомах и ионах в плазме, взаимодействии с фононами в кристалле, или с электрическим полем, то за время порядка vее-1 в неравновесной системе устанавливается равновесие в электронной подсистеме, и распределение характеризуется максвелловской функцией распределения с температурой Te.